# إمام الفقهاء (مسلسل)
إمام الفقهاء مسلسل تاريخي سوري أنتج عام 2012. وهو من تأليف حامد كاظم العلي وإخراج سامي جنادي.

## القصة
يتحدث المسلسل عن حياة الإمام جعفر الصادق، ويتناول مرحلة هامة في تاريخ الأمة الإسلامية، وهي الحرب بين الأمويين والعباسيين، ويتناول جوانب الحياة آنذاك الاقتصادية والاجتماعية فضلا على الحياة السياسية والدينية. أدى دور الإمام جعفر الصادق الممثل خالد العامر.

## الممثلون
أيمن زيدان في دور الخليفة هشام بن عبد الملك.
منى واصف.
قاسم ملحو.
حسين عجاج.
خالد العامر في دور جعفر الصادق.
علي شقير في دور الامام الباقر.
مکیاج
رادمهر عالی پور .
بقية الممثلين
كفاح الخوص - هبة نور - شادي زيدان - محمود خليلي - يوسف المقبل - باسل حيدر - سهيل حداد - علي القاسم - فاتح سليمان - تاج الدين ضيف الله - فاضل وفائي - عبود الأحمد - محمد حمدي مصطفى - ناصر مرقبي - غسان عزب - قصي قدسية - مرشد ضرغام - أوجا أبو الذهب - رجاء قوطرش - كميل أبو صعب - علا بدر - علي طالب - طالب عزيزي - فؤاد الوكيل - نضال صواف - جمال سوفاني - شفيق محسن - محمود عبد العزيز - سامي نوفل - فراس الفقير - كنان إسكندري - محمد جراغ - شمم الحسن - سليمان السليمان.
بالاشتراك مع
ليليا الأطرش.
هشام كفارنة.
أكرم الحلبي.
لينا كرم.
أمجد الحسين - نظير لكود - مصطفى أبو هنود.
ضيوف الشرف
عبد الحكيم قطيفان.
روعة ياسين.
جيهان عبد العظيم.
أحمد منصور.
تامر العربيد - قمر مرتضى - أحمد خليفة.
عبد الرحمن أبو القاسم.
زيناتي قدسية.
تيسير إدريس في دور أبو سلمة الخلال.
علي صطوف في دور زيد بن علي.
مع الوجوه الشابة
حازم زيدان.
نادين قدور.
يحيى هاشم.
أيمن عبد السلام.
مرام علي.
لارا سعادة.
مجد مشرف.
إبراهيم منعم.
عامر محمود.

## وصلات خارجية
- حلقات المسلسل علي موقع بانيت
- صفحة المسلسل علي موقع السينما